# Pielęgnica niebieskołuska
Pielęgnica niebieskołuska, pielęgnica plamista (Rocio octofasciata) – gatunek słodkowodnej ryby z rodziny pielęgnicowatych (Cichlidae). Od 1904 hodowana w akwariach.

## Zasięg występowania
Ameryka Północna i Środkowa, od południowego Meksyku do Hondurasu.

## Opis
Ciało bocznie spłaszczone, masywne, ciemnoszare do brązowo-czerwonego z licznymi jasnoniebieskimi rzędami cętek. Szeroki otwór gębowy z grubymi wargami. Dorastają do 20, a nawet 25 cm.
Rozkopuje podłoże, niszcząc przy tym rośliny. Terytorialna, agresywna, szczególnie w okresie tarła i opieki nad potomstwem. Może przebywać z innymi, odpowiednio dużymi i silnymi gatunkami, ale lepiej hodować oddzielnie jedną parę.
Dymorfizm płciowy: samce są większe od samic, mają ostro zakończone płetwy grzbietową i odbytową (u samic zaokrąglone), samice w okresie tarła są bardzo ciemne.
Gatunek o wylęgu otwartym. Samica składa na podłożu do 800 ziaren ikry. Opiekę nad ikrą i narybkiem sprawują oboje rodzice.
| Zalecane warunki w akwarium | Zalecane warunki w akwarium                                                                       |
| --------------------------- | ------------------------------------------------------------------------------------------------- |
| Zbiornik                    | duży, minimum 100 cm, z wolną przestrzenią do pływania, wskazane kryjówki wśród korzeni i kamieni |
| Temperatura wody            | 22–28 °C                                                                                          |
| Twardość wody               | miękka do twardej 2–20°n                                                                          |
| Skala pH                    | ok. 7                                                                                             |
| Pokarm                      | żywy, mrożony, suchy                                                                              |